# Franz Waas
Franz Sales Waas (* 19. November 1960 in Landau an der Isar) war der  Vorstandsvorsitzende der DekaBank.

## Leben
Franz Sales Waas wuchs in München auf. Nach dem Abitur 1980 studierte er Betriebswirtschaftslehre. Nach dem Studium begann er seinen Berufsweg bei der Bayerischen Vereinsbank, für die er ab 1994 Führungsaufgaben auf den Cayman Islands und in New York übernahm. 1999 wechselte er zur Landesbank Baden-Württemberg und 2001 in den Vorstand der Landesbank Schleswig-Holstein. Ab der Fusion der Landesbank Schleswig-Holstein und der Hamburgischen Landesbank zur HSH Nordbank am 2. Juni 2003 bis Ende 2005 war er Mitglied im Vorstand dieser Landesbank. Vom 1. Januar 2006 bis zum 2. April 2012 war er Vorstandsvorsitzender der DekaBank.
Franz S. Waas ist verheiratet. Er besitzt sowohl die deutsche als auch die US-amerikanische Staatsbürgerschaft.